# Hryhorij Kwitka-Osnowjanenko
Hryhorij Kwitka-Osnowjanenko herbu Lis ukr. Григорій Квітка-Основ’яненко, ur. 18 listopada?/29 listopada 1778 w miejscowości Osnowa niedaleko Charkowa, zm. 8 sierpnia?/20 sierpnia 1843 w Charkowie), pseudonim literacki Hryćko Osnowjanenko – ukraiński prozaik, dramaturg, dziennikarz, krytyk literacki i działacz kulturalno-społeczny.

## Życiorys
Był synem zamożnego właściciela ziemskiego z okolic Charkowa. Zdobył wiejskie wykształcenie. W wieku 23 lat wstąpił do monastyru, ale po 4 latach wrócił do życia świeckiego. Był komisarzem pospolitego ruszenia, powiatowym przewodnikiem (1817–1828). Został członkiem towarzystwa nauk przy uniwersytecie w Charkowie. Pracując na różnych stanowiskach wojskowych i w służbie cywilnej, uczestniczył w wielu akcjach oświatowych i kulturalnych podejmowanych z początkiem XIX w. przez inteligencję ukraińską. Stał się jednym ze współzałożycieli teatru w Charkowie (1812), towarzystwa dobroczynnego (1812), instytutu szlachetnych dziewcząt (1812), charkowskiej biblioteki gubernialnej (1838) i współwydawcą pierwszego czasopisma ukraińskiego Ukrainskij wiestnik (1816–1817, Украинский вестник) drukowanego po rosyjsku, w którym publikował swoje pierwsze utwory. Kwitka-Osnowjanenko był zwolennikiem idei udoskonalania społeczeństwa poprzez reformy oraz wpływ literatury i sztuki teatralnej. Za główną zasadę twórczości uważał „pisanie z natury”, orientację na żywą otaczającą nas rzeczywistość.
Pisał po ukraińsku i po rosyjsku. W latach 20. wystąpił z komediami Prijezżyj iz stolicy (Приезжий из столицы, 1827, publ. 1840), Dworianskije wybory (Дворянские выборы). Opierając się na tradycji literatury, Kwitka-Osnowjanenko napisał popularną komedię Swatannia na Honczariwci (Сватання на Гончарівці, 1835), a także pieśń Szelmenko-denszczyk (Шельменко-денщик, 1840).
Ukraińska proza Kwitka-Osnowjanenki dzieli się na dwie główne grupy: burleskowo-realistyczne, tj. Sołdatśkyj patret (Солдатський патрет), Mertwećkyj wełykdeń (Мертвецький великдень), Ot tobi i skarb (От тобі і скарб), Parchimowe snidannia (Пархімове снідання), Pidbrechacz (Підбрехач), powieść Konotopśka wid´ma (Конотопська відьма) oraz sentymentalno-realistyczne powieści, tj. Marusia (Маруся, 1834), Kozyr-diwka (Козир-дівка, 1838), Serdeszna Oksana (Сердешна Оксана, 1841), Szczyra lubow (Щира любов). Najlepsze utwory Kwitka-Osnowjanenki były jednymi z pierwszych, jakie prezentowały ukraińską literaturę europejskim czytelnikom. W 1854 roku w Paryżu opublikowano w języku francuskim Serdeszną Oksanę.
Utwory Kwitka-Osnowjanenki tłumaczono na polski, bułgarski, czeski i francuski. Pisarz korespondował z Tarasem Szewczenką, który poświęcił mu swój utwór Do Osnowjanenka (До Основ'яненка). Kwitka-Osnowjanenko był także autorem wielu szkiców historycznych i do dziś nosi symboliczne imię „ojca ukraińskiej prozy”.